# 金子差入店
『金子差入店』（かねこさしいれてん）は、2025年5月16日に公開された日本映画。監督は古川豪、主演は丸山隆平。

## 登場人物

### 金子家
金子真司（かねこ しんじ）
演 - 丸山隆平
かつてすぐに怒ってしまう激しい気性から傷害事件を起こし、服役していた。
出所後は、息子の和真のために激しい気性を改め、伯父の星田が営んでいた差入屋を引き継ぎ、『金子差入店』を営んでいる。
金子美和子（かねこ みわこ）
演 - 真木よう子
真司の妻。
金子和真（かねこ かずま）〈10〉
演 - 三浦綺羅
真司と美和子の息子。真司が服役中に生まれた。
星田辰夫（ほしだ たつお）
演 - 寺尾聰
真司の伯父。真司たちと同居している。
差入屋を営んでいたが、真司に家業を引き継ぎ引退した。

### 小島高史の事件の関係者
小島高史（こじま たかし）〈26〉
演 - 北村匠海
花梨を殺害した容疑で拘置所に収容された。母のこず江と二人で暮らしていた。
徳山詩織（とくやま しおり）
演 - 村川絵梨
和真の幼馴染・花梨の母。
徳山花梨（とくやま かりん）
演 - 金子莉彩
詩織の娘で和真の幼馴染。小島高史に殺害された。
小島こず江（こじま こずえ）
演 - 根岸季衣
花梨を殺害した小島高史の母。真司に高史への差入の代行と手紙の代読を依頼する。

### 横川哲の事件の関係者
二ノ宮佐知（にのみや さち）
演 - 川口真奈
毎日のように拘置所を訪れる女子高生。横川への面会を何度も要求するが被害者家族のため面会が叶わない。
二ノ宮芳恵（にのみや よしえ）
演 - まひろ玲希
佐知の母。
久保木（くぼき）
演 - 甲本雅裕
金子家と関係性の深い弁護士。横川の弁護も担当している。
横川哲（よこかわ てつ）
演 - 岸谷五朗
出所してまもなく、二ノ宮家に強盗に入り、佐知の母・芳恵の殺害した容疑で拘置所に再び収容された。

### 周辺人物
金子容子（かねこ ようこ）
演 - 名取裕子
真司の母。星田の妹。
真司の留守を狙い、美和子に金をせびりに来ている。
如月綾（きさらぎ りょう）
演 - 堀丞
和真が通う葛飾区立小岳小学校の体育教師。

## キャスト
- 金子真司 - 丸山隆平[1]
- 金子美和子 - 真木よう子[1]
- 金子和真 - 三浦綺羅[1]
- 二ノ宮佐知 - 川口真奈[4]
- 徳山詩織 - 村川絵梨[4]
- 徳山花梨 - 金子莉彩[3]
- 二ノ宮芳恵 - まひろ玲希[5]
- 久保木 - 甲本雅裕[4]
- 小島こず江 - 根岸季衣[4]
- 金子容子 - 名取裕子[4]
- モロ師岡[7]
- 山口大地[7]
- 相田 - 岡田地平[8]
- 堀家一希[7]
- 如月綾 - 堀丞[6]
- 小島高史 - 北村匠海[4]
- 横川哲 - 岸谷五朗[4]
- 星田辰夫 - 寺尾聰[1]

## スタッフ
- 監督・脚本：古川豪
- 音楽：ベンジャミン・ベドゥサック[9]
- 主題歌：SUPER BEAVER「まなざし」（ソニー・ミュージックレーベルズ）[10]
- 製作：英田理志、小山洋平、中村浩子、鶴丸智康[9]
- プロデューサー：稲葉尚人、成瀬保則、平岡祐子[9]
- 共同プロデューサー：石田雄治[9]
- 企画協力：川口真五[9]
- 撮影：江崎朋生（J.S.C.）[9]
- 照明：三善章誉[9]
- 録音：原川慎平[9]
- 美術：金勝浩一[9]
- 装飾：鈴村髙正[9]
- スタイリスト：前田勇弥[9]
- ヘアメイク：須田理恵[9]
- 特殊メイク：松岡象一郎[9]
- 音響効果：大塚智子[9]
- 編集：小西智香[9]
- VFXプロデューサー：長井由実[9]
- アクション・コーディネーター：諸鍛冶裕太[9]
- 助監督：小波津靖[9]
- 制作担当：澤井克一[9]
- ラインプロデューサー：石渡宏樹[9]
- 音楽プロデューサー：仲安貴彦[9]
- 配給：ショウゲート[9]
- 制作プロダクション：KADOKAWA[11]
- 製作幹事：REMOW[11]
- 製作：「金子差入店」製作委員会（REMOW、博報堂DYミュージック&ピクチャーズ、ストームレーベルズ、ハピネット・メディアマーケティング）